# Hat nap, hét éjszaka
A Hat nap, hét éjszaka (eredeti cím: Six Days, Seven Nights) 1998-ban bemutatott amerikai kaland-akcióvígjáték, melyet Michael Browning forgatókönyvéből Ivan Reitman rendezett. A főbb szerepekben Harrison Ford és Anne Heche látható. A filmet Kauai szigetén forgatták.
Az Amerikai Egyesült Államokban 1998. június 12-én mutatták be. Általánosságban vegyes kritikákat kapott, de bevételi szempontból jól teljesített.

## Cselekmény
Robin Monroe (Anne Heche) a Dazzle nevű divatmagazin New York-i szerkesztője. Barátja, Frank Martin (David Schwimmer) egy egyhetes nyaralással lepi meg a Csendes-óceán déli részén fekvő Makatea szigetén. Makatea felé vezető útjuk utolsó szakaszát kényszerűségből egy lerobbant de Havilland Canada DHC-2 Beaverrel teszik meg, amelyet egy középkorú amerikai, Quinn Harris (Harrison Ford) vezet. Elkíséri őket Quinn fiatal barátnője, Angelica (Jacqueline Obradors). A szigeten töltött első éjszakán Frank megkéri Robin kezét, aki boldogan elfogadja.
Egy bárban a részeg Quinn, aki nem ismeri fel Robint, bepróbálkozik nála, de sikertelenül jár. Másnap reggel Robin főnöke, Marjorie (Allison Janney) azt kéri tőle, hogy rövid időre szakítsa meg a nyaralását, és repüljön Tahitire egy divatfotózás felügyelésére. Felbéreli Quinnt, hogy vigye oda. Útközben vihar kerekedik. A repülőgépet egy villámcsapás megrongálja, így Quinn kénytelen kényszerleszállást végrehajtani egy lakatlan szigeten, eközben a gép kerekei megsérülnek.
Quinn úgy gondolja, egy olyan szigeten vannak, amelynek egy magas dombon található jelzőfénye van. Ha kikapcsolják, javító személyzetet küldenek. Miután megmásznak egy magas hegyet, felfedezik, hogy egy másik szigeten vannak. Makateára visszatérve Frank és Angelica elkíséri a légi kutatócsoportot, amely eltűnt társaikat keresi, de több napi próbálkozás után a keresés sikertelen, így leállítják. Frank, aki azt hiszi, hogy Robin meghalt, berúg, és lefekszik Angelicával, miután a lány elcsábítja.
Hamarosan észrevesznek egy hajót a sziget partjainál, Robin és Quinn elindulnak oda a mentőcsónakkal. Amikor felfedezik, hogy két hajó van egymás mellett kikötve, rájönnek, hogy kalózok fogták el és ölték meg a hajó egyik utasát. A kalózok észreveszik Quinnt és Robint, és üldözőbe veszik őket. Miután rövid időre a kalózok fogságába esnek, a páros elmenekül. Miközben a dzsungelben bujkálnak, felfedeznek egy lezuhant második világháborús japán hidroplánt. Megmentik róla a pontonokat, és Quinn megrongálódott repülőgépéhez erősítik, hogy azzal megpróbálják elhagyni a szigetet. Amikor éppen felszállni készülnek, a kalózok újra megjelennek, és elkezdenek lövöldözni a parton, megsebesítve Quinnt. De végül fel tudnak szállni. Elrepülnek a kalózok fölött, akik véletlenül elpusztítják a saját hajójukat, amikor a gépre lőnek.
Quinn gyorsan megtanítja Robinnak, hogyan kell leszállni a géppel, mielőtt a sérülése miatt elájulna, és Robinra hagyja, hogy maga vezesse a gépet. Makateára érkezve a lány leszáll a tengerparton, ahol éppen a megemlékezésük zajlik. Frank megkönnyebbül, hogy Robin életben van, de titokban undorodik önmagától, amiért lefeküdt Angelicával.
Robin meglátogatja Quinnt a kórházban, és bevallja neki az érzéseit, de a férfi azt mondja, hogy túlságosan különbözik az életük. Amikor Robin és Frank éppen visszarepülnek New Yorkba, a lány azt mondja, hogy nem akar vele összeházasodni. Frank bevallja, hogy lefeküdt Angelicával, mire a lány felfedi Quinn iránti érzéseit. Rájönnek, hogy nem szeretik egymást, és Robin visszaadja Frank eljegyzési gyűrűjét.
Quinn meggondolja magát, és a repülőtérre siet, hogy megkeresse Robint, de úgy tűnik, elkésett. Ekkor találkozik Robinnal, aki még a felszállás előtt leszállt a repülőgépről, és meglepődve látja Quinnt. Quinn bevallja neki az érzéseit.

## Szereplők
| Színész             | Szerep                               | Magyar hang       |
| ------------------- | ------------------------------------ | ----------------- |
| Harrison Ford       | Quinn Harris, pilóta                 | Végvári Tamás     |
| Anne Heche          | Robin Monroe, egy újság szerkesztője | Murányi Tünde     |
| David Schwimmer     | Frank Martin, Robin udvarlója        | Schnell Ádám      |
| Jacqueline Obradors | Angelica                             | Farkasinszky Edit |
| Temuera Morrison    | Jager                                | Zágoni Zsolt      |
| Allison Janney      | Marjorie                             | Kocsis Mariann    |
| Douglas Weston      | Philippe Sinclair                    | Megyeri János     |
| Cliff Curtis        | Kip                                  | eredeti nyelven   |
| Danny Trejo         | Pierce                               | nem szólal meg    |
| Ben Bodé            | Tom Marlowe                          | Beratin Gábor     |
| Derek Basco         | Ricky                                | Szokol Péter      |
| Amy Sedaris         | Robin titkárnője                     |                   |
| Kerry Rossall       | jacht tulajdonos                     |                   |

## A film készítése
A filmben repülőgépes kaszkadőrmutatványok is szerepelnek. Az effekteket CGI segítség nélkül készítették. A de Havilland Beaver lezuhanásának jelenetét egy Huey helikopterrel hajtották végre; a pilóta nélküli repülőgépet egy 60 méter hosszú kábellel függesztették fel, miközben a motor járt.
Harrison Ford a való életben is képzett pilóta, és saját maga repült a filmben, miután teljesítette a közlekedési biztosítótársaság képzési követelményeit.

## Bevételi adatok
A Hat nap, hét éjszaka 74,3 millió dollárt hozott az Amerikai Egyesült Államokban és Kanadában, 90,5 millió dollárt más területeken, összesen világszerte 164,8 millió dolláros bevételt termelt.
A film a nyitóhétvégén 16,5 millió dollárt keresett és a második helyen végzett, majd a következő két hétvégén újabb 10,7 és 7,7 millió dollárt gyűjtött.

## Fordítás
- Ez a szócikk részben vagy egészben  a   Six Days, Seven Nights című angol Wikipédia-szócikk fordításán alapul.  Az eredeti cikk szerkesztőit annak laptörténete sorolja fel. Ez a jelzés csupán a megfogalmazás eredetét és a szerzői jogokat jelzi, nem szolgál a cikkben szereplő információk forrásmegjelöléseként.